# أميرات (الألب الجبلية)
أميرات، الألب الجبلية (بالفرنسية: Amirat) هي بلدية فرنسية تقع في إقليم الألب البحرية من منطقة بروفنس ألب كوت دازور في جنوب شرق فرنسا. تبلغ مساحة هذه المدينة 12.95 (كم²)، وترتفع عن سطح البحر 860 م، يبلغ عدد سكانها 44 نسمة حسب إحصاء المعهد الوطني للإحصاء والدراسات الاقتصادية سنة 2009 م. وترأس يفون ميشيل البلدية خلال فترة (2008-2014).

## وصلات خارجية
- صفحة البلدية على موقع المعهد الوطني للإحصاء والدراسات الاقتصادية